# Mossel (Ede)
Pour les articles homonymes, voir Mossel.
Mossel est une localité des néerlandaise située dans la commune d’Ede, dans la province de Gueldre.